# EFL Championship de 2022–23
A EFL Championship de 2022–23 (também referida como Sky Bet Championship por motivos de patrocínio) foi a 7º temporada sob o nome da English Football League foi a 19º edição da EFL Championship desde sua fundação em 2004. Também foi a 120º edição da segunda divisão do futebol Inglês, a 31º sob o formato atual.
A temporada começou em 29 de julho de 2022 e terminou em 8 de maio de 2023. Devido à Copa do Mundo FIFA de 2022 no Catar , o campeonato teve uma pausa de 4 semanas no meio da temporada durante o torneio. A pausa começou em meados de novembro e a primeira rodada de jogos após a Copa do Mundo foi realizada em 10 de dezembro.

## Equipes

### Mudança de times
| Pos | Promovidos à Premier League   |
| --- | ----------------------------- |
| 1º  | Fulham                        |
| 2º  | Bournemouth                   |
| 3°  | Nottingham Forest (Play-offs) |

| Pos | Rebaixados da Premier League |
| --- | ---------------------------- |
| 18º | Burnley                      |
| 19º | Watford                      |
| 20º | Norwich City                 |

| Pos | Promovidos da League One |
| --- | ------------------------ |
| 1º  | Wigan                    |
| 2º  | Rotherham United         |
| 3º  | Sunderland (Play-offs)   |

| Pos | Rebaixados da EFL Championship |
| --- | ------------------------------ |
| 22º | Peterborough United            |
| 23º | Derby County                   |
| 24º | Barnsley                       |

| Time                 | Localização        | Estádio                         | Capacidade |
| -------------------- | ------------------ | ------------------------------- | ---------- |
| Birmingham City      | Birmingham         | St Andrew's                     | 29,409     |
| Blackburn Rovers     | Blackburn          | Ewood Park                      | 31,367     |
| Blackpool            | Blackpool          | Bloomfield Road                 | 17,338     |
| Bristol City         | Bristol            | Ashton Gate Stadium             | 27,000     |
| Burnley              | Burnley            | Turf Moor                       | 21,944     |
| Cardiff City         | Cardiff            | Cardiff City Stadium            | 33,280     |
| Coventry City        | Coventry           | Coventry Building Society Arena | 32,609     |
| Huddersfield Town    | Huddersfield       | Kirklees Stadium                | 24,121     |
| Hull City            | Kingston upon Hull | MKM Stadium                     | 25,586     |
| Luton Town           | Luton              | Kenilworth Road                 | 10,356     |
| Middlesbrough        | Middlesbrough      | Riverside Stadium               | 34,742     |
| Millwall             | Londres            | The Den                         | 20,146     |
| Norwich City         | Norwich            | Carrow Road                     | 27,244     |
| Preston North End    | Preston            | Deepdale                        | 23,404     |
| Queens Park Rangers  | Londres            | Loftus Road                     | 18,439     |
| Reading              | Reading            | Madejski Stadium                | 24,161     |
| Rotherham United     | Rotherham          | New York Stadium                | 12,021     |
| Sheffield United     | Sheffield          | Bramall Lane                    | 32,050     |
| Stoke City           | Stoke-on-Trent     | Bet365 Stadium                  | 30,089     |
| Sunderland           | Sunderland         | Stadium of Light                | 49,000     |
| Swansea City         | Swansea            | Swansea.com Stadium             | 21,088     |
| Watford              | Watford            | Vicarage Road                   | 22,200     |
| West Bromwich Albion | West Bromwich      | The Hawthorns                   | 26,850     |
| Wigan Athletic       | Wigan              | DW Stadium                      | 25,138     |

## Classificação
| Pos | Equipe               | Pts | J  | V  | E  | D  | GP | GC | SG  | Promovido, classificação ou rebaixado    |
| --- | -------------------- | --- | -- | -- | -- | -- | -- | -- | --- | ---------------------------------------- |
| 1   | Burnley (C)          | 101 | 46 | 29 | 14 | 3  | 87 | 35 | +52 | Promoção para Premier League de 2023–24  |
| 2   | Sheffield United     | 91  | 46 | 28 | 7  | 11 | 73 | 39 | +34 | Promoção para Premier League de 2023–24  |
| 3   | Luton Town           | 80  | 46 | 21 | 17 | 8  | 57 | 39 | +18 | Qualificado para os playoffs de promoção |
| 4   | Middlesbrough        | 75  | 46 | 22 | 9  | 15 | 84 | 56 | +28 | Qualificado para os playoffs de promoção |
| 5   | Coventry City        | 70  | 46 | 18 | 16 | 12 | 58 | 46 | +12 | Qualificado para os playoffs de promoção |
| 6   | Sunderland           | 69  | 46 | 18 | 15 | 13 | 69 | 55 | +14 | Qualificado para os playoffs de promoção |
| 7   | Blackburn Rovers     | 69  | 46 | 20 | 9  | 17 | 52 | 54 | −2  |                                          |
| 8   | Millwall             | 68  | 46 | 19 | 11 | 16 | 57 | 50 | +7  |                                          |
| 9   | West Bromwich Albion | 66  | 46 | 18 | 12 | 16 | 59 | 53 | +6  |                                          |
| 10  | Swansea City         | 66  | 46 | 18 | 12 | 16 | 68 | 64 | +4  |                                          |
| 11  | Watford              | 63  | 46 | 16 | 15 | 15 | 56 | 53 | +3  |                                          |
| 12  | Preston North End    | 63  | 46 | 17 | 12 | 17 | 45 | 59 | −14 |                                          |
| 13  | Norwich City         | 62  | 46 | 17 | 11 | 18 | 57 | 54 | +3  |                                          |
| 14  | Bristol City         | 59  | 46 | 15 | 14 | 17 | 55 | 56 | −1  |                                          |
| 15  | Hull City            | 58  | 46 | 14 | 16 | 16 | 51 | 61 | −10 |                                          |
| 16  | Stoke City           | 53  | 46 | 14 | 11 | 21 | 55 | 54 | +1  |                                          |
| 17  | Birmingham City      | 53  | 46 | 14 | 11 | 21 | 47 | 58 | −11 |                                          |
| 18  | Huddersfield Town    | 53  | 46 | 14 | 11 | 21 | 47 | 62 | −15 |                                          |
| 19  | Rotherham United     | 50  | 46 | 11 | 17 | 18 | 49 | 60 | −11 |                                          |
| 20  | Queens Park Rangers  | 50  | 46 | 13 | 11 | 22 | 44 | 71 | −27 |                                          |
| 21  | Cardiff City         | 49  | 46 | 13 | 10 | 23 | 41 | 59 | −18 |                                          |
| 22  | Reading              | 44  | 46 | 13 | 11 | 22 | 46 | 68 | −22 | Rebaixado para EFL League One de 2023–24 |
| 23  | Blackpool            | 44  | 46 | 11 | 11 | 24 | 48 | 72 | −24 | Rebaixado para EFL League One de 2023–24 |
| 24  | Wigan Athletic       | 42  | 46 | 10 | 15 | 21 | 38 | 65 | −27 | Rebaixado para EFL League One de 2023–24 |

1. ↑  O Reading foi punido com a perda de 6 pontos por violar um plano de negócios da EFL.[2]
2. ↑  O Wigan Athletic foi punido com a perda de 3 pontos por não pagar jogadores e funcionários.[3]

## Resultados
| Mandante \ Visitante | BIR | BLA | BLP | BRI | BUR | CAR | COV | HUD | HUL | LUT | MID | MIL | NOR | PRE | QPR | REA | ROT | SHU | STO | SUN | SWA | WAT | WBA | WIG |
| -------------------- | --- | --- | --- | --- | --- | --- | --- | --- | --- | --- | --- | --- | --- | --- | --- | --- | --- | --- | --- | --- | --- | --- | --- | --- |
| Birmingham City      | —   | 1–0 | 0–1 | 3–0 | 1–1 | 0–2 | 0–0 | 2–1 | 0–1 | 0–1 | 1–3 | 0–0 | 1–2 | 1–2 | 2–0 | 3–2 | 2–0 | 1–2 | 0–0 | 1–2 | 2–2 | 1–1 | 2–0 | 0–1 |
| Blackburn Rovers     | 2–1 | —   | 1–0 | 2–3 | 0–1 | 1–0 | 1–1 | 1–0 | 0–0 | 1–1 | 1–2 | 2–1 | 0–2 | 1–4 | 1–0 | 2–1 | 3–0 | 1–0 | 0–1 | 2–0 | 1–0 | 2–0 | 2–1 | 0–0 |
| Blackpool            | 0–0 | 0–1 | —   | 3–3 | 0–0 | 1–3 | 1–4 | 2–2 | 1–3 | 0–1 | 0–3 | 2–3 | 0–1 | 4–2 | 6–1 | 1–0 | 0–0 | 1–2 | 1–0 | 1–1 | 0–1 | 3–1 | 0–2 | 1–0 |
| Bristol City         | 4–2 | 1–1 | 2–0 | —   | 1–2 | 2–0 | 0–0 | 2–0 | 1–0 | 2–0 | 2–2 | 1–2 | 1–0 | 2–1 | 1–2 | 1–1 | 2–1 | 0–1 | 1–2 | 2–3 | 1–1 | 0–0 | 0–2 | 1–1 |
| Burnley              | 3–0 | 3–0 | 3–3 | 2–1 | —   | 3–0 | 1–0 | 4–0 | 1–1 | 1–1 | 3–1 | 2–0 | 1–0 | 3–0 | 1–2 | 2–1 | 3–2 | 2–0 | 1–1 | 0–0 | 4–0 | 1–1 | 2–1 | 3–0 |
| Cardiff City         | 1–0 | 1–0 | 1–1 | 2–0 | 1–1 | —   | 0–1 | 1–2 | 2–3 | 1–2 | 1–3 | 0–1 | 1–0 | 0–0 | 0–0 | 1–0 | 1–0 | 0–1 | 1–1 | 0–1 | 2–3 | 1–2 | 1–1 | 1–1 |
| Coventry City        | 2–0 | 1–0 | 1–2 | 1–1 | 0–1 | 0–0 | —   | 2–0 | 1–1 | 1–1 | 1–0 | 1–0 | 2–4 | 0–1 | 2–0 | 2–1 | 2–2 | 1–0 | 0–4 | 2–1 | 3–3 | 2–2 | 1–0 | 2–0 |
| Huddersfield Town    | 2–1 | 2–2 | 0–1 | 0–0 | 0–1 | 1–0 | 0–4 | —   | 2–0 | 1–2 | 4–2 | 1–0 | 1–1 | 0–1 | 1–1 | 2–0 | 2–0 | 1–0 | 3–1 | 0–2 | 0–0 | 0–2 | 2–2 | 1–2 |
| Hull City            | 0–2 | 0–1 | 1–1 | 2–1 | 1–3 | 1–0 | 3–2 | 1–1 | —   | 0–2 | 1–3 | 1–0 | 2–1 | 0–0 | 3–0 | 1–2 | 0–0 | 0–2 | 0–3 | 1–1 | 1–1 | 1–0 | 2–0 | 2–1 |
| Luton Town           | 0–0 | 2–0 | 3–1 | 1–0 | 0–1 | 1–0 | 2–2 | 3–3 | 0–0 | —   | 2–1 | 2–2 | 2–1 | 0–1 | 3–1 | 0–0 | 1–1 | 1–1 | 1–0 | 1–1 | 1–0 | 2–0 | 2–3 | 1–2 |
| Middlesbrough        | 1–0 | 1–2 | 3–0 | 1–1 | 1–2 | 2–3 | 1–1 | 0–0 | 3–1 | 2–1 | —   | 1–0 | 5–1 | 4–0 | 3–1 | 5–0 | 0–0 | 2–2 | 1–1 | 1–0 | 2–1 | 2–0 | 1–1 | 4–1 |
| Millwall             | 0–1 | 3–4 | 2–1 | 0–0 | 1–1 | 2–0 | 3–2 | 0–1 | 0–0 | 0–0 | 2–0 | —   | 2–3 | 2–0 | 0–2 | 0–1 | 3–0 | 3–2 | 2–0 | 1–1 | 2–1 | 3–0 | 2–1 | 1–1 |
| Norwich City         | 3–1 | 0–2 | 0–1 | 3–2 | 0–3 | 2–0 | 3–0 | 2–1 | 3–1 | 0–1 | 1–2 | 2–0 | —   | 2–3 | 0–0 | 1–1 | 0–0 | 0–1 | 3–1 | 0–1 | 0–3 | 0–1 | 1–1 | 1–1 |
| Preston North End    | 0–1 | 1–1 | 3–1 | 1–2 | 1–1 | 2–0 | 0–0 | 1–2 | 0–0 | 1–1 | 2–1 | 2–4 | 0–4 | —   | 0–1 | 2–1 | 0–0 | 0–2 | 0–2 | 0–3 | 1–0 | 0–0 | 1–0 | 2–1 |
| Queens Park Rangers  | 0–1 | 1–3 | 0–1 | 0–2 | 0–3 | 3–0 | 0–3 | 1–2 | 3–1 | 0–3 | 3–2 | 1–2 | 1–1 | 0–2 | —   | 2–1 | 1–1 | 1–1 | 0–0 | 0–3 | 1–1 | 1–0 | 0–1 | 2–1 |
| Reading              | 1–1 | 3–0 | 3–1 | 2–0 | 0–0 | 2–1 | 1–0 | 3–1 | 1–1 | 1–1 | 1–0 | 0–1 | 1–1 | 1–2 | 2–2 | —   | 2–1 | 0–1 | 2–1 | 0–3 | 2–1 | 2–2 | 0–2 | 1–1 |
| Rotherham United     | 2–0 | 4–0 | 3–0 | 1–3 | 2–2 | 1–2 | 0–2 | 2–1 | 2–4 | 0–2 | 1–0 | 1–1 | 1–2 | 1–2 | 3–1 | 4–0 | —   | 0–0 | 2–2 | 2–1 | 1–1 | 1–1 | 3–1 | 0–2 |
| Sheffield United     | 1–1 | 3–0 | 3–3 | 1–0 | 5–2 | 4–1 | 3–1 | 1–0 | 1–0 | 0–1 | 1–3 | 2–0 | 2–2 | 4–1 | 0–1 | 4–0 | 0–1 | —   | 3–1 | 2–1 | 3–0 | 1–0 | 2–0 | 1–0 |
| Stoke City           | 1–2 | 3–2 | 2–0 | 1–2 | 0–1 | 2–2 | 0–2 | 3–0 | 0–0 | 2–0 | 2–2 | 0–1 | 0–0 | 0–1 | 0–1 | 4–0 | 0–1 | 3–1 | —   | 0–1 | 1–1 | 0–4 | 1–2 | 0–1 |
| Sunderland           | 2–1 | 2–1 | 0–0 | 1–1 | 2–4 | 0–1 | 1–1 | 1–1 | 4–4 | 1–1 | 2–0 | 3–0 | 0–1 | 0–0 | 2–2 | 1–0 | 3–0 | 1–2 | 1–5 | —   | 1–3 | 2–2 | 1–2 | 2–1 |
| Swansea City         | 3–4 | 0–3 | 2–1 | 2–0 | 1–2 | 2–0 | 0–0 | 1–0 | 3–0 | 0–2 | 1–3 | 2–2 | 0–1 | 4–2 | 1–0 | 3–2 | 1–1 | 0–1 | 1–3 | 2–1 | —   | 4–0 | 3–2 | 2–2 |
| Watford              | 3–0 | 1–1 | 2–0 | 2–0 | 1–0 | 1–3 | 0–1 | 2–3 | 0–0 | 4–0 | 2–1 | 0–2 | 2–1 | 0–0 | 2–3 | 2–0 | 1–1 | 1–0 | 2–0 | 2–2 | 1–2 | —   | 3–2 | 1–1 |
| West Bromwich Albion | 2–3 | 1–1 | 1–0 | 0–2 | 1–1 | 0–0 | 1–0 | 1–0 | 5–2 | 0–0 | 2–0 | 0–0 | 2–1 | 2–0 | 2–2 | 1–0 | 3–0 | 0–2 | 2–0 | 1–2 | 2–3 | 1–1 | —   | 1–0 |
| Wigan Athletic       | 1–1 | 1–0 | 2–1 | 1–1 | 1–5 | 1–3 | 1–1 | 1–0 | 1–4 | 0–2 | 1–4 | 2–1 | 0–0 | 0–0 | 1–0 | 0–1 | 0–0 | 1–2 | 0–1 | 1–4 | 0–2 | 0–1 | 1–1 | —   |

## Playoffs de promoção

### Esquema
|  | Semifinais    | Semifinais | Semifinais | Semifinais |   |               | Final | Final |
|  |               |            |            |            |   |               |       |       |
|  | Sunderland    | 2          | 0          | 2          |   |               |       |       |
|  | Luton Town    | 1          | 2          | 3          |   |               |       |       |
|  | Luton Town    | 1          | 2          | 3          |   | Coventry City | 1(5)  |       |
|  |               |            |            |            |   | Coventry City | 1(5)  |       |
|  |               | Luton Town | 1(6)       |            |   |               |       |       |
|  | Coventry City | Luton Town | 1(6)       | 0          | 1 | 1             |       |       |
|  | Coventry City |            |            | 0          | 1 | 1             |       |       |
|  | Middlesbrough | 0          | 0          | 0          |   |               |       |       |

### Semifinal

#### Jogos de ida
| 13 de maio de 2023 | Sunderland                      | 2 – 1     | Luton Town         | Stadium of Light, Sunderland              |
| 17:30 (UTC+1)      | Amad Diallo 39' · Trai Hume 63' | Relatório | Elijah Adebayo 11' | Público: 46 060 Árbitro: ENG Tim Robinson |

| 14 de maio de 2023 | Coventry City | 0 – 0     | Middlesbrough | Ricoh Arena, Coventry                      |
| 12:00 (UTC+1)      |               | Relatório |               | Público: 28 874 Árbitro: ENG Robert Madley |

#### Jogos de volta
| 16 de maio de 2023 | Luton Town                         | 2 – 0     | Sunderland | Kenilworth Road, Luton                    |
| 20:00 (UTC+1)      | Gabriel Osho 10' · Tom Lockyer 43' | Relatório |            | Público: 10 013 Árbitro: ENG Simon Hooper |

| 17 de maio de 2023 | Middlesbrough | 0 – 1     | Coventry City     | Riverside Stadium, Middlesbrough         |
| 20:00 (UTC+1)      |               | Relatório | Gustavo Hamer 57' | Público: 32 154 Árbitro: ENG David Coote |

### Final
Jogo único
| 27 de maio de 2023 | Coventry City     | 1 – 1     | Luton Town       | Wembley, Londres                            |
| 16:45 (UTC+1)      | Gustavo Hamer 66' | Relatório | Jordan Clark 23' | Público: 85 711 Árbitro: ENG Michael Oliver |

|                                                                           |       | Penalidades                                                                     |  |
| Matt Godden Viktor Gyökeres Ben Sheaf Josh Eccles Liam Kelly Fankaty Dabo | 5 – 6 | Calton Morris Joe Taylor Marvelous Nakamba Jordan Clark Luke Berry Daniel Potts |  |

## Estatísticas

### Artilharia
| Pos. | Jogador           | Clube            | Gols |
| ---- | ----------------- | ---------------- | ---- |
| 1    | Chuba Akpom       | Middlesbrough    | 28   |
| 2    | Viktor Gyökeres   | Coventry City    | 21   |
| 3    | Carlton Morris    | Luton Town       | 20   |
| 4    | Joël Piroe        | Swansea City     | 19   |
| 5    | Tom Bradshaw      | Millwall         | 17   |
| 5    | Nathan Tella      | Burnley          | 17   |
| 7    | Zian Flemming     | Millwall         | 15   |
| 8    | Amad Diallo1      | Sunderland       | 14   |
| 8    | Ben Brereton Díaz | Blackburn        | 14   |
| 8    | Iliman Ndiaye     | Sheffield United | 14   |
| 8    | Jerry Yates       | Blackpool        | 14   |

- 1 Inclui 1 gol nos play-offs.

#### Hat-tricks
| Jogador         | Para          | Contra            | Resultado | Data                    |
| --------------- | ------------- | ----------------- | --------- | ----------------------- |
| Óscar Estupiñán | Hull City     | Coventry City     | 3–2 (H)   | 27 de agosto de 2022    |
| Scott Hogan     | Birmingham    | West Bromwich     | 3–2 (A)   | 14 de setembro de 2022  |
| Tom Bradshaw    | Millwall      | Watford           | 3–0 (H)   | 19 de outubro de 2022   |
| Zian Flemming   | Millwall      | Preston North End | 4–2 (A)   | 12 de novembro de 2022  |
| Chuba Akpom     | Middlesbrough | Wigan             | 4–1 (H)   | 26 de dezembro de 2022  |
| Nathan Tella    | Burnley       | Preston North End | 3–0 (H)   | 11 de fevereiro de 2023 |
| Tom Bradshaw    | Millwall      | Sheffield United  | 3–2 (H)   | 18 de fevereiro de 2023 |
| Nathan Tella    | Burnley       | Hull City         | 3–1 (A)   | 15 de março de 2023     |

### Assistências
| Pos. | Jogador         | Clube               | Assists. |
| ---- | --------------- | ------------------- | -------- |
| 1    | Jack Clarke1    | Sunderland          | 12       |
| 2    | Ryan Giles      | Middlesbrough       | 11       |
| 3    | Viktor Gyökeres | Coventry City       | 10       |
| 3    | Gustavo Hamer   | Coventry City       | 10       |
| 3    | Ryan Manning    | Swansea City        | 10       |
| 3    | Iliman Ndiaye   | Sheffield United    | 10       |
| 7    | Ilias Chair     | Queens Park Rangers | 9        |
| 7    | Ken Sema        | Watford             | 9        |
| 7    | John Swift      | West Bromwich       | 9        |

- 1 Inclui 1 assistência nos play-offs de promoção.